# Präsidentenwahl in der Republik China (Taiwan) 2024

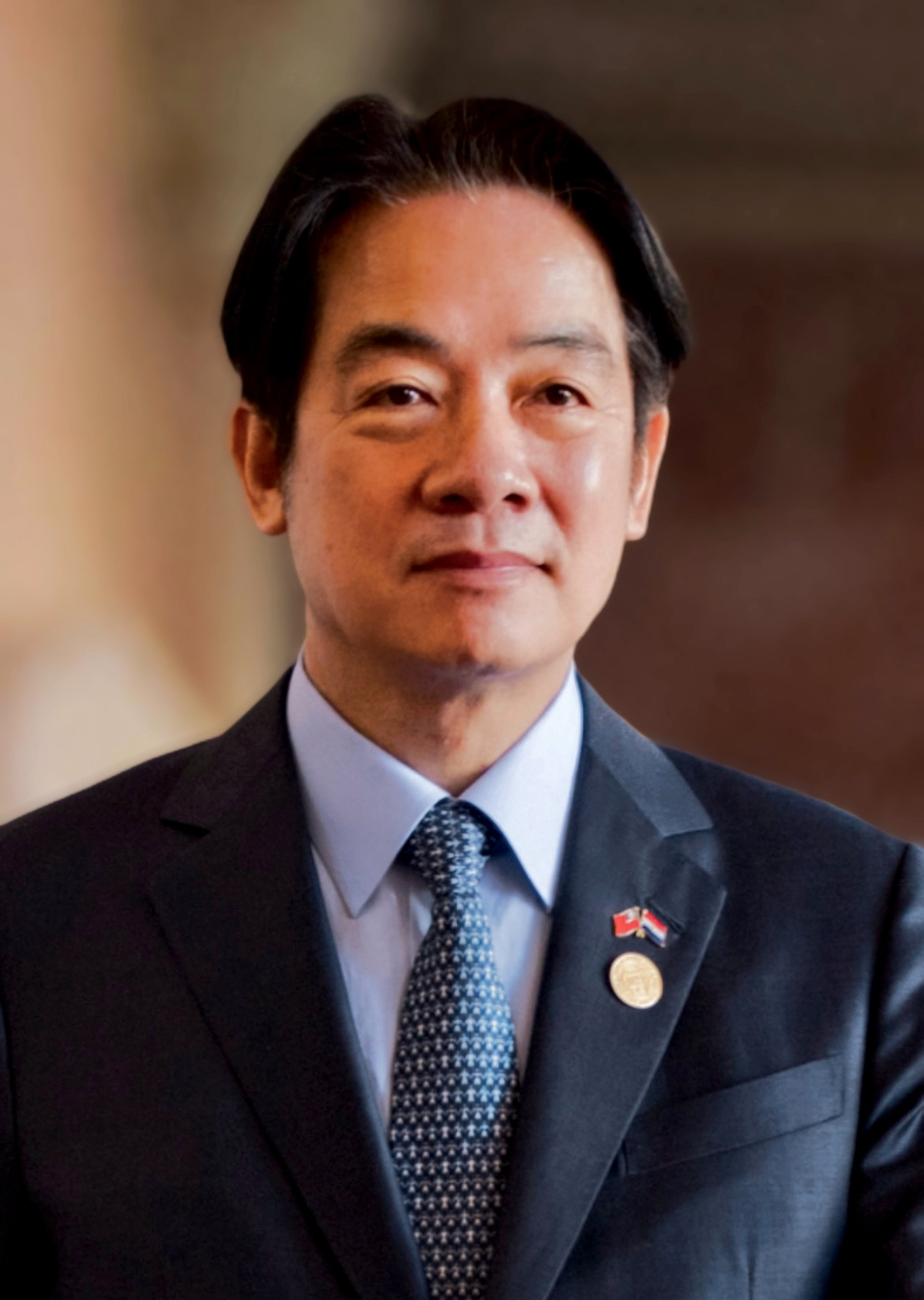
Wahlsieger Lai Ching-te (DPP)

Die Präsidentenwahl in der Republik China (Taiwan) 2024 fand am 13. Januar 2024 statt. Am selben Tag erfolgte auch die Wahl des Legislativ-Yuans.
Lai Ching-te, anglisiert William Lai, von der Demokratischen Fortschrittspartei (DPP) gewann die Wahl mit 40 Prozent der Stimmen. Er folgte Tsai Ing-wen nach, die das Präsidentenamt 2016 bis 2024 besetzt hatte und aufgrund Amtszeitbegrenzung nicht erneut kandidieren konnte.
Dem Ausgang der beiden Wahlen wurde vor allem im Kontext der angespannten chinesisch-amerikanischen Beziehungen eine weit über die Region hinausreichende Bedeutung zugeschrieben.

## Ereignisse seit der letzten Wahl

### Außenpolitik

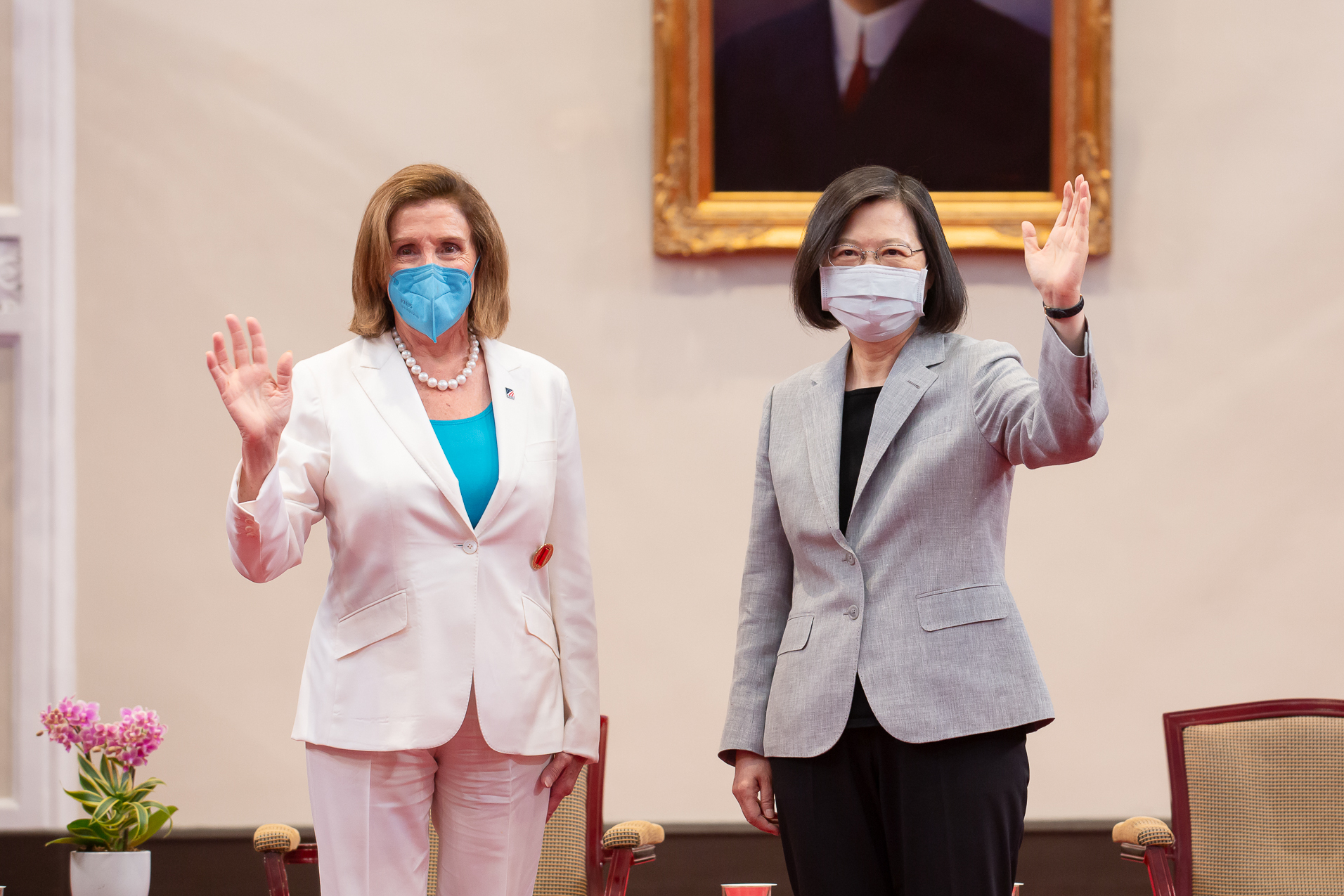
Im August 2022 besuchte die Vorsitzende des US-amerikanischen Repräsentantenhauses Nancy Pelosi (links, mit Präsidentin Tsai) Taiwan. Die Volksrepublik China reagierte mit Manövern vor Taiwan.

Die letzte Präsidentenwahl und Parlamentswahl fanden am 11. Januar 2020 statt. Beide Wahlen wurden von der Demokratischen Fortschrittspartei (DPP) gewonnen, die die Mehrheit der Parlamentsmandate erhielt und deren Spitzenkandidatin Tsai Ing-wen im Präsidentenamt bestätigt wurde. Die Politik der anschließend amtierenden DPP-Regierungen unter den Premierministern Su Tseng-chang (bis 31. Januar 2023) und Chen Chien-jen (ab 31. Januar 2023) entsprach in den Grundlinien der der Vorgängerregierungen. Zentrales außenpolitisches Thema war die Behauptung der staatlichen de-facto-Unabhängigkeit Taiwans gegen eine wirtschaftlich und militärisch immer mächtiger werdende Volksrepublik China (→ Taiwan-Konflikt). Zu diesem Zweck bemühte sich die taiwanische Regierung um die Verstärkung von wirtschaftlichen und kulturellen Kontakten und Verbindungen mit anderen süd- und südostasiatischen Staaten im Rahmen der 2016 ausgerufenen „Neuen Politik der Südausrichtung“ (新南向政策, englisch New Southbound Policy). Auf der anderen Seite setzte die Regierung der Volksrepublik China ihre Bemühungen um die weitere diplomatische Isolierung Taiwans in der Welt fort und erreichte mit einer Mischung aus wirtschaftlichen Lockangeboten und Diplomatie, dass wichtige langjährige Partner Taiwans diplomatische Beziehungen mit ihr aufnahmen und die diplomatischen Beziehungen zu Taiwan abbrachen (Nicaragua 2021, Honduras 2023). Außenpolitisch profitierte Taiwan von der Verschlechterung der diplomatischen Beziehungen zwischen den Vereinigten Staaten und der Volksrepublik China. Die taiwanische Regierung konnte wichtige Rüstungskäufe in den Vereinigten Staaten realisieren, die von früheren US-Regierungen auf Eis gelegt worden waren, um die amerikanisch-chinesischen Beziehungen nicht zu belasten. Dies schien auch angesichts des zunehmend asymmetrischer werdenden Kräfteverhältnisses an der Taiwanstraße dringend überfällig.
Der am 24. Februar 2022 begonnene russische Aggressionskrieg gegen die Ukraine wurde in Taiwan sehr aufmerksam verfolgt. Die Volksrepublik China unterstützte den Krieg zwar nicht direkt, blockierte aber diplomatische Aktionen zur Verurteilung Russlands als Aggressor beispielsweise im UN-Sicherheitsrat. Vielfach wurden Parallelen zwischen den russischen Ansprüchen gegenüber der Ukraine und den Ansprüchen der Volksrepublik China gegenüber Taiwan gezogen, und es wurde über die Möglichkeit einer chinesischen Invasion Taiwans spekuliert. Es ereigneten sich Hunderte von Verletzungen der von Taiwan beanspruchten Luftverteidigungszone durch die Luftwaffe der Volksrepublik China. Vom 2. bis 10. August 2022 und vom 8. bis 10. April 2023 hielt die chinesische Volksbefreiungsarmee kombinierte Luft- und Seemanöver um Taiwan herum ab.
In Reaktion auf die militärische Bedrohungslage verlängerte die taiwanische Regierung den Wehrdienst von bisher vier auf zwölf Monate, steigerte die Militärausgaben und legte ein Trainingsprogramm für Reservisten auf. US-Präsident Joe Biden erklärte mehrfach, dass die Vereinigten Staaten Taiwan im Falle eines chinesischen Angriffs militärisch unterstützen würden.

### Innenpolitik
Das einschneidendste Ereignis während der Legislaturperiode war die weltweite COVID-19-Pandemie, die sich ab Jahresbeginn 2020 von China ausgehend ausbreitete. Taiwan befand sich in einer schwierigen Lage, da das Land aufgrund seiner Nicht-Mitgliedschaft in den Vereinten Nationen keinen direkten Zugang zu den Ressourcen und Informationsquellen der Weltgesundheitsorganisation (WHO) hatte. Auf Betreiben der Volksrepublik China wurde Taiwan auch ein Beobachterstatus bei der WHO verwehrt. Trotzdem schaffte es Taiwan, die Pandemie im eigenen Land bemerkenswert gut unter Kontrolle zu halten, vor allem wohl aufgrund rigider Quarantänebestimmungen bei der Einreise.
Im Jahr 2017 waren die Möglichkeiten zur Initiierung von Volksabstimmungen deutlich erleichtert worden. In der Folgezeit gab es zahlreiche Referendumsinitiativen, von denen mehrere in den Jahren 2021 und 2022 von der Zentralen Wahlkommission zugelassen wurden. Die vier Referendumsfragen 2021 wurden von den Wählern alle ablehnend (wie es die DPP-Regierung empfohlen hatte) beantwortet. Beim Referendum 2022 ging es um eine Herabsetzung des Wahlalters von 20 auf 18 Jahre, eine Verfassungsänderung, die von allen im Legislativ-Yuan vertretenen Parteien befürwortet wurde. Eine knappe Mehrheit stimmte dafür, aber das Referendum erlangte wegen zu geringer Wahlbeteiligung keine Gültigkeit.

## Wahltermine
Am 10. März 2023 gab die Zentrale Wahlkommission Taiwans den 13. Januar 2024 als Wahltermin bekannt. Die Kandidatenregistrierung wurde auf die Zeit zwischen 20. und 24. November 2023 festgelegt. Über die Zulassung der Kandidaten sollte die Wahlkommission bis zum 5. Dezember 2023 entscheiden und am 15. Dezember 2023 die Kandidatenliste verkünden.

## Kandidatennominierungen

### Demokratische Fortschrittspartei
Aufgrund der in der Verfassung festgeschriebenen Amtszeitbegrenzung durfte Präsidentin Tsai nicht für eine dritte Amtszeit kandidieren. Am 12. April 2023 kürte die DPP als erste der großen Parteien ihren Spitzenkandidaten. Die Wahl fiel auf Lai Ching-te (William Lai), den amtierenden Vizepräsidenten. Lai hatte sich im Rahmen der parteiinternen Kandidatenauswahl etwa einen Monat zuvor beworben und war ohne Gegenkandidat geblieben. Seine Nominierung war in der DPP weitgehend unumstritten. Beobachter erwarteten von einem möglichen Präsidenten Lai, dass er im Wesentlichen die bisherige Politik von Präsidentin Tsai fortführen würde, konkret die Zurückweisung der Ansprüche der Volksrepublik China bei gleichzeitigem Verzicht auf eine offizielle einseitige Unabhängigkeitserklärung Taiwans.

### Taiwanische Volkspartei

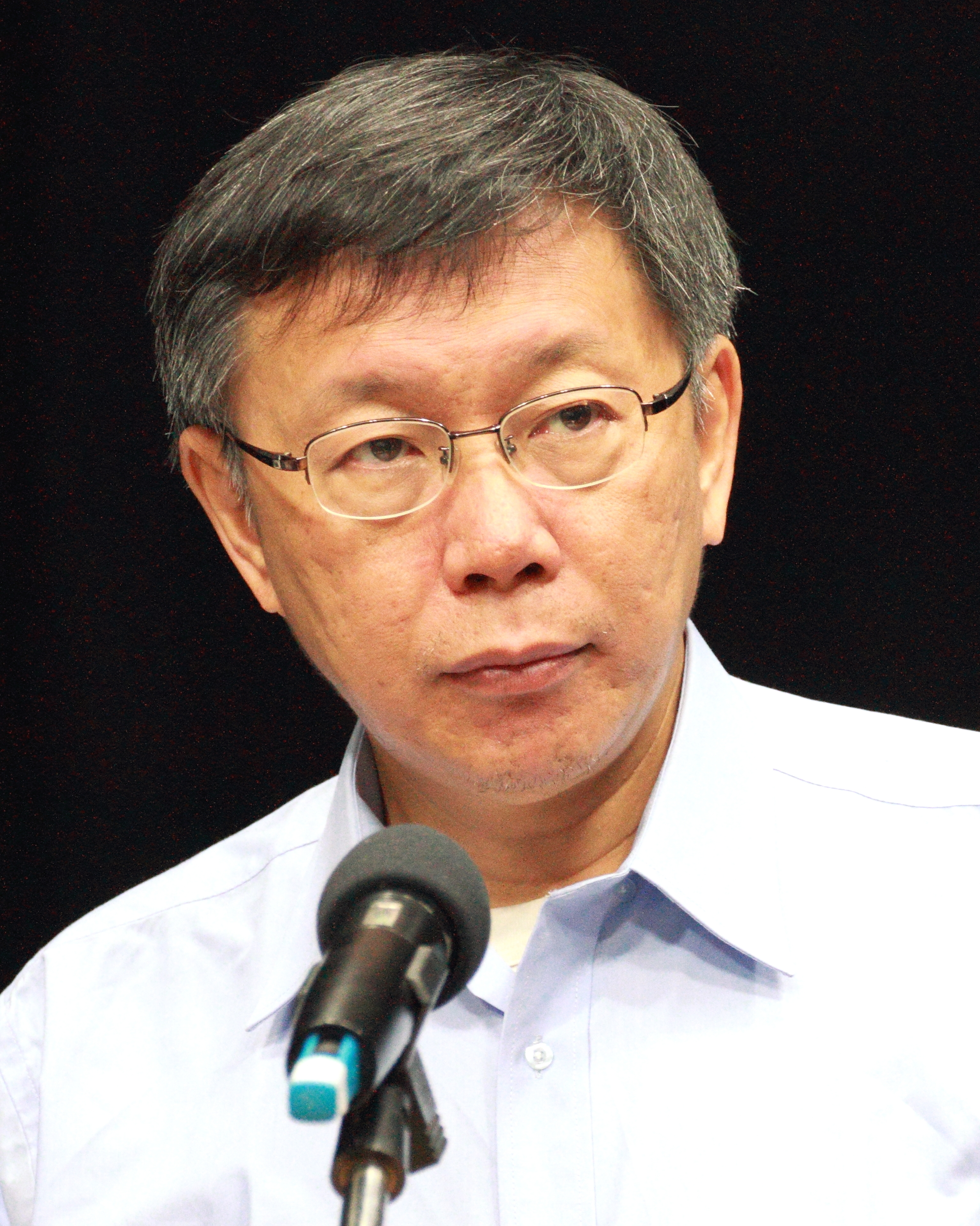
Ko Wen-je (TTP)

Am 17. Mai 2023 nominierte die Taiwanische Volkspartei (TPP) ihren Parteigründer und -vorsitzenden Ko Wen-je als Spitzenkandidaten. Es gab keinen parteiinternen Gegenkandidaten. Ko präsentierte sich als Kandidat, der am besten die Beziehungen Taiwans einerseits zur Volksrepublik China und andererseits zu den Vereinigten Staaten regeln könne.

### Kuomintang

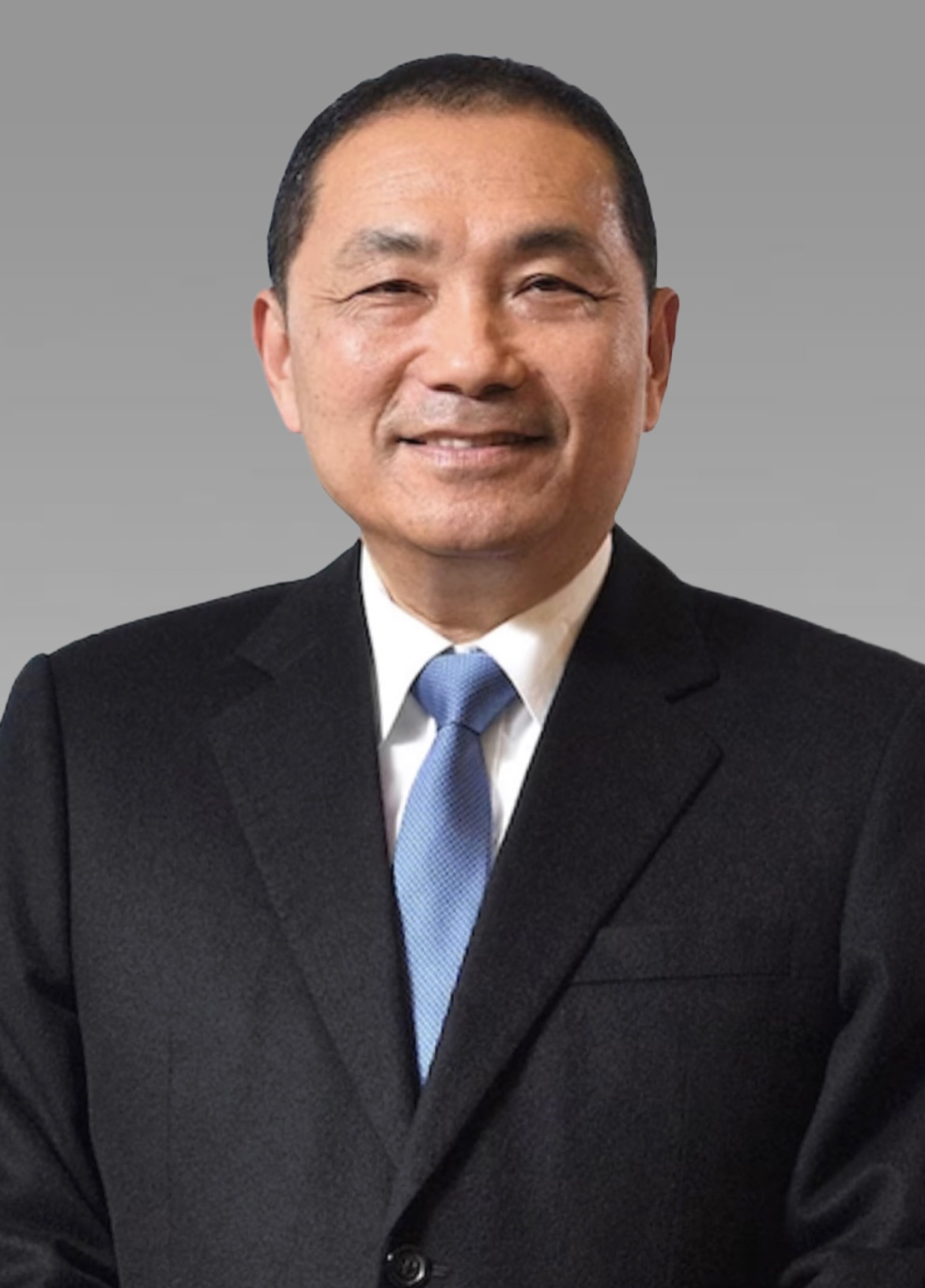
Hou Yu-ih (KMT)

Am 17. Mai 2023 gab die Führung der Kuomintang (KMT), der bislang größten Oppositionspartei, bekannt, dass ihr Kandidat der amtierende Bürgermeister von Neu-Taipeh Hou Yu-ih sein werde. Sein parteiinterner Hauptkonkurrent war der Unternehmer und Milliardär Terry Gou, der Gründer des Elektronikkonzerns Foxconn, gewesen. Auch der Parteivorsitzende Eric Chu, der schon 2016 kandidiert hatte, hatte zeitweilig eine Kandidatur betrieben, im Frühjahr 2023 jedoch seinen Verzicht erklärt. Als Basis für die Auswahl Hous hatte eine öffentliche Meinungsumfrage in der Zeit vom 5. bis 14. Mai 2023 gedient, die durch die KMT in Auftrag gegeben wurde. Diese Meinungsumfrage ergab Zustimmungsraten für Hou von 25,43 %, für Ko (TPP) von 25,27 % und für Lai (DPP) von 30,4 %. Damit lag Hou nur knapp vor Ko und deutlich hinter Lai. Terry Gou erzielte in der Umfrage jedoch noch etwas schlechtere Ergebnisse gegen die beiden anderen Kandidaten. Außerdem wurden durch die KMT die zusammengeführten Ergebnisse von 13 Umfragen zwischen dem 18. April und 14. Mai 2023 veröffentlicht, in denen Hou ebenfalls etwas besser als Gou abgeschnitten, aber auch nur knapp vor Ko und deutlich hinter Lai gelegen hatte. Unter den KMT-Parteimitgliedern und -funktionären waren die Verhältnisse jedoch anders und eine deutliche Mehrheit befürwortete die Kandidatur Hous gegenüber der Gous. Am 23. Juli 2023 wurde die Nominierung Hous vom KMT-Parteikongress bestätigt. Der gekürte Kandidat Hou entsprach nicht dem traditionellen Parteiestablishment der KMT. Er war ein Benshengren, d. h. seine Vorfahren waren Han-Chinesen, die schon vor 1945 auf Taiwan ansässig waren (die KMT war als Partei auf dem chinesischen Festland gegründet worden und nach 1949 vor den Kommunisten auf die Insel Taiwan geflüchtet. Ihr Führungspersonal rekrutierte sich lange Zeit fast ausschließlich aus den Waishengren, emigrierten Festlandchinesen, oder deren Nachkommen), und er stand zeitweilig der DPP politisch nahe. Als ein Pluspunkt Hous wurde gesehen, dass er innerhalb der KMT moderate Positionen vertrat und sich bei kontroversen Themen zurückhielt. Hou sprach sich gegen eine einseitige Unabhängigkeitserklärung Taiwans aus, lehnte aber auch das von der Volksrepublik China offerierte Modell „Ein Land, zwei Systeme“ und auch den sogenannten Konsens von 1992 ab, den der frühere (2008–2016) Präsident Ma Ying-jeou noch als Basis seiner Politik bezeichnet hatte.

### Andere Kandidaten

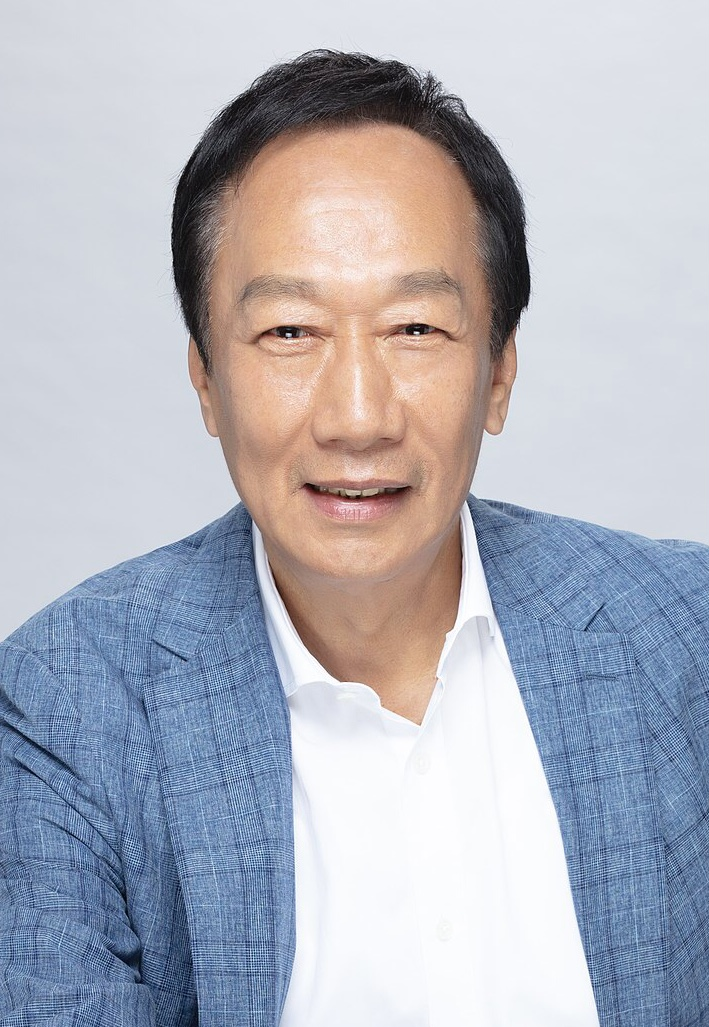
Terry Gou (Unabhängiger)

Am 29. März 2023 erklärte der 84-jährige ehemalige Präsident des Kontroll-Yuans Wang Chien-shien seine Absicht, zu kandidieren. Er galt als chancenlos. Am 11. September 2023 gab er das Ende seiner Kandidatur bekannt und begründete dies damit, dass er das pan-blaue Lager nicht spalten wolle.
Am 29. August 2023 erklärte Terry Gou, der eine Zeitlang als Kuomintang-Kandidat im Gespräch gewesen war, seine Absicht, als unabhängiger Kandidat anzutreten. Gou warf der amtierenden DPP-Regierung vor, Taiwan wirtschaftlich und politisch in eine kritische Lage gebracht zu haben. Er werde dagegen durch den Aufbau von Vertrauen die Lage beidseits der Taiwanstraße entspannen und „nicht zulassen, dass Taiwan zur nächsten Ukraine wird“. Kritiker warfen ihm vor, dass er aufgrund seiner ausgedehnten unternehmerischen Aktivitäten in der Volksrepublik China erpressbar sei, was er abstritt. Unternehmenssprecher von Foxconn erklärten, dass Gou schon seit Jahren nicht mehr in das Tagesgeschäft des Unternehmens involviert sei. Die KMT nannte die Ankündigung Gous „außerordentlich bedauerlich“, da dieser zuvor seine Unterstützung der Kandidatur Hous zugesagt habe, äußerte aber die Hoffnung, dass es sich Gou noch einmal anders überlegen und den KMT-Kandidaten unterstützen werde. Politische Analysten sahen durch die weitere Zersplitterung der Opposition die Wahlchancen des DPP-Kandidaten im Steigen.
Am 14. September 2023 gab Gou bekannt, dass die Sängerin Lai Pei-hsia seine Kandidatin für das Vizepräsidentenamt sein werde. Obwohl es Gou schaffte, die erforderliche Zahl von Unterstützerunterschriften einzusammeln, erklärte er kurz vor Ablauf der Registrierungsfrist am 25. November 2023 seinen Verzicht auf die Kandidatur. Gründe gab er dafür nicht an.

## Gescheiterte Kandidatenabsprache zwischen KMT und TPP
Angesichts der konstanten Führung des DPP-Kandidaten Lai in den Meinungsumfragen kam es am 15. November 2023, kurz vor dem Ablauf der Einreichungsfrist für die Präsidentschaftskandidatur bei der Wahlkommission, zu einer Absprache zwischen der KMT und der TPP über einen gemeinsamen Präsidentschaftskandidaten. Beide Seiten vereinbarten, dass Meinungsumfragen aus dem Zeitraum vom 7. bis 17. November 2023 zur Grundlage genommen werden sollten, welcher der beiden Spitzenkandidaten, Ko oder Hou, der aussichtsreichere Präsidentschaftskandidat sein würde. Dieser sollte dann der gemeinsame Kandidat beider Parteien sein. Der in den Meinungsumfragen Zweitplatzierte sollte Kandidat für das Vizepräsidentenamt werden. Am 17. November 2023 kam es allerdings zu Streitigkeiten zwischen beiden Partnern über die Auswertung der Meinungsumfragen, und am Folgetag verkündete Ko öffentlich die Auflösung des Wahlbündnisses. Er erklärte, weiter zu Verhandlungen bereit zu sein, beharrte aber darauf, dass er der Spitzenkandidat der TPP bleibe. Letztlich kam es zu keiner Einigung und am letzten Tag der Registrierungsfrist, dem 25. November 2023 reichten Ko und Hou getrennt ihre Kandidaturen bei der Wahlkommission ein.

## Nominierung der Vizepräsidentschaftskandidaten
Ko benannte bei der Einreichung seiner Kandidatur bei der Wahlkommission Wu Xinying (Cynthia Wu), eine TPP-Abgeordnete im Legislativ-Yuan als seine Kandidatin für das Vizepräsidentenamt und Hou nominierte Jaw Shaw-kong, den Aufsichtsratsvorsitzenden der Broadcasting Corporation of China, als seinen Vizepräsidentschaftskandidaten. Wenige Tage zuvor hatte Lai am 20. November 2023 bekanntgegeben, dass Hsiao Bi-khim, die Leiterin des Taipei Wirtschafts- und Kulturbüros in den Vereinigten Staaten (das als Ersatz für eine Botschaft fungiert), seine Kandidatin für Vizepräsidentenamt sein werde.

Vizepräsidentschaftskandidaten
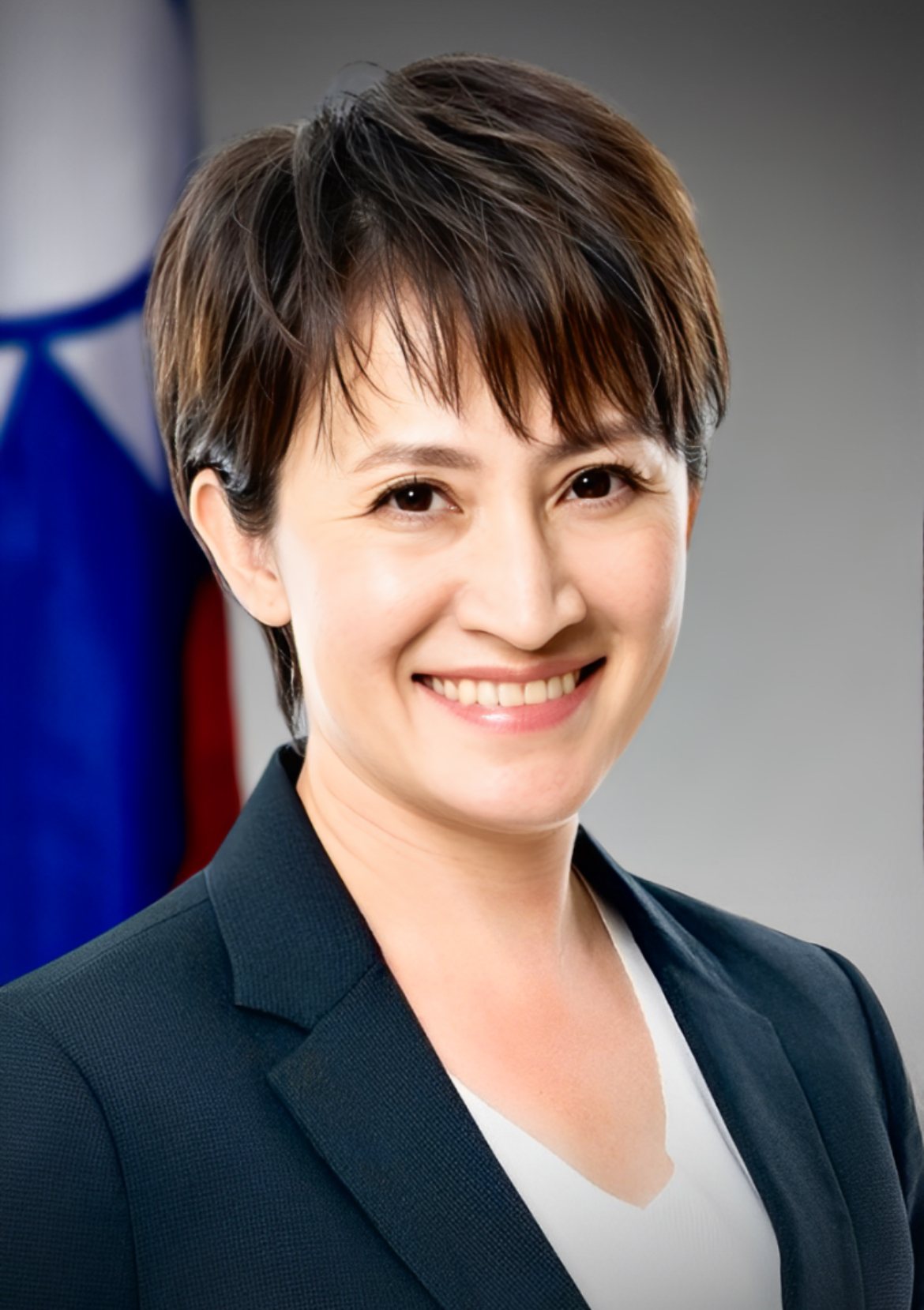
Hsiao Bi-khim, Vize von Lai Ching-te (DPP)
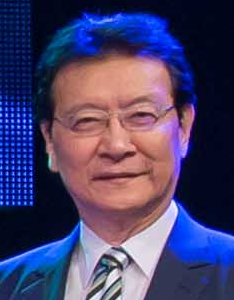
Jaw Shaw-kong, Vize von Hou Yu-ih (KMT)
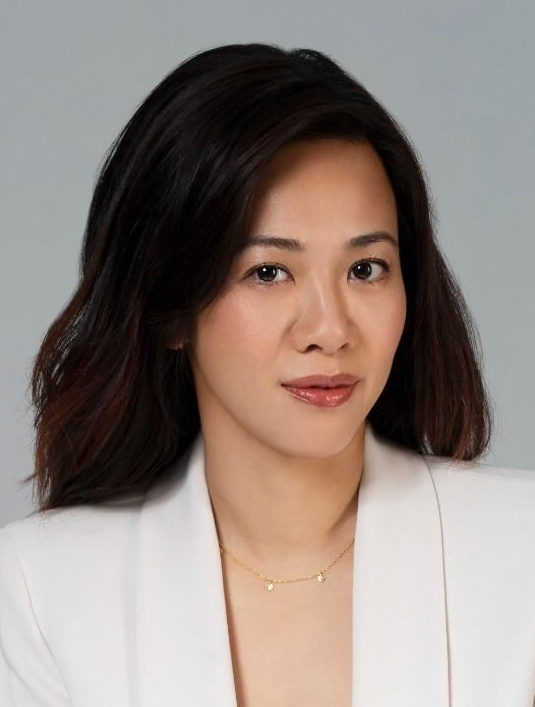
Wu Xinying, Vize von Ko Wen-je (TPP)

## Meinungsumfragen
Meinungsumfragen im Juni 2023 ließen vermuten, dass die kommende Wahl nicht wie bisher im Wesentlichen eine Wahl zwischen zwei großen Parteien, der DPP und der Kuomintang (KMT) sein, sondern dass als dritte Kraft die erst 2019 gegründete Taiwanische Volkspartei (TPP) hinzukommen würde. Die Zustimmungswerte für die drei Spitzenkandidaten lagen zwischen 20 und 40 Prozent.

Zustimmungsraten zu den Präsidentschaftskandidaten (Wahl zwischen den drei Kandidaten Hou, Lai und Ko)

## Wahlkampf
Am 16. Dezember 2023 begann der offizielle Wahlkampf. Die Wahlkampfphase erstreckte sich über 28 Tage bis zum 12. Januar 2024. Kampagnenaktivitäten waren täglich zwischen 7:00 und 22:00 Uhr gestattet. Ab dem 3. Januar 2024 war die Veröffentlichung öffentlicher Meinungsumfragen im Zusammenhang mit den Wahlen verboten.
Themen des Wahlkampfes waren die niedrigen Gehälter insbesondere für Berufseinsteiger und ungelernte Arbeiter, die hohen Lebenshaltungskosten, insbesondere die Mieten, nicht ausreichende öffentliche Einrichtungen, beispielsweise beim öffentlichen Verkehr und im Bildungswesen sowie das als ungenügend empfundene System der sozialen Absicherung. In Meinungsumfragen benannten die Befragten als wichtigste Themen die wirtschaftliche Entwicklung, die Beziehungen zur Volksrepublik China, das Erziehungswesen und das Justizsystem. Die Wirtschaft war dabei das deutlich dominierende Thema, insbesondere auch unter jüngeren Wählern. Viele Angehörige der jüngeren Generation sind trotz Vollzeitarbeitsplatz nur mit Mühe in der Lage, ihre Lebenshaltungskosten zu bestreiten und eine adäquate Wohnung zu finanzieren. Insbesondere die TPP bemühte sich um das Wählerreservoir dieser unzufriedenen Jungwähler. Der DPP-Kandidat Lai versprach in seinem Wahlmanifest, dem „Nationalen Projekt der Hoffnung“, eine Politik der Technologieförderung in allen Bereichen, sowie eine verbesserte Gesundheitsversorgung und mehr Chancengerechtigkeit für die jüngere Generation. Der KMT-Kandidat Hou kritisierte, dass die Tsai-Regierung ihre Wahlversprechen von 2016 nicht habe einlösen können und fokussierte sich ebenfalls auf sozio-ökonomische Reformen, die vor allem jüngen Personen, die eine Familie gründen wollten, zugutekommen sollten. Hou warnte auch vor den Ankündigungen Lais, in denen dieser sich als „politischen Arbeiter, der für die Unabhängigkeit Taiwans arbeite“ charakterisiert hatte. Eine solche Haltung könne eine direkte militärische Invasion der Volksrepublik Chinas provozieren. Deutliche Differenzen gab es auf dem Gebiet der Energiepolitik, insbesondere der Haltung zur Atomenergie. Während Lai und die DPP einen strikten Anti-Atomkraft-Kurs verfolgten und am schnellen Ausstieg aus der Kernenergie festhielten, sprach sich Hou für eine vorübergehende Inbetriebnahme des Kernkraftwerks Lungmen aus, bis die erneuerbaren Energien in Taiwan genügend ausgebaut seien. Die KMT kritisierte auch die ihrer Ansicht nach intransparente Vergabe von Fördergeldern für erneuerbaren Energien durch die DPP-Regierung, die in einzelnen Fällen zu juristischen Verwicklungen wegen mutmaßlichem Subventionsbetrug geführt hatten.

## Ergebnisse

### Landesweite Ergebnisse

Mehrheiten nach Gemeinden und Stadtbezirken

Das Duo Lai/Hsiao gewann die Wahl deutlich vor den beiden anderen Kandidatenduos. Die Wahlbeteiligung betrug 71,9 %.
- Wahlberechtigte: 19.548.531
- Wähler: 14.048.310 (71,86 %)
- Gültige Stimmen: 13.947.506

| Kandidaten (Präsident und Vize) | Kandidaten (Präsident und Vize)               | Partei                  | Stimmen    | Prozent  |
| ------------------------------- | --------------------------------------------- | ----------------------- | ---------- | -------- |
|                                 | Lai Ching-te (賴清德), Hsiao Bi-khim (蕭美琴) | DPP                     | 5.586.019  | 40,05 %  |
|                                 | Hou Yu-ih (侯友宜), Jaw Shaw-kong (趙少康)    | Kuomintang              | 4.671.021  | 33,49 %  |
|                                 | Ko Wen-je (柯文哲), Wu Xinying (吳欣盈)       | Taiwanische Volkspartei | 3.690.466  | 26,46 %  |
| Gesamt                          | Gesamt                                        | Gesamt                  | 13.947.506 | 100,00 % |
| Quelle: Zentrale Wahlkommission |                                               |                         |            |          |

### Ergebnisse nach Stadt- und Landkreisen

Mehrheiten nach Landkreisen und Städten

Die folgende Tabelle zeigt die Ergebnisse nach Land- und Stadtkreisen.
| Wahlbezirk         | Registrierte Wähler | Ko • Wu | Ko • Wu | Lai • Hsiao | Lai • Hsiao | Hou • Jaw | Hou • Jaw | Ungültige | Wahl- beteiligung |
| Wahlbezirk         | Registrierte Wähler | Stimmen | %       | Stimmen     | %           | Stimmen   | %         | Ungültige | Wahl- beteiligung |
| ------------------ | ------------------- | ------- | ------- | ----------- | ----------- | --------- | --------- | --------- | ----------------- |
| Stadt Taipeh       | 2.090.062           | 366.854 | 23,79 % | 587.899     | 38,13 %     | 587.258   | 38,08 %   | 10.581    | 74,28 %           |
| Stadt Neu-Taipeh   | 3.402.064           | 645.105 | 26,24 % | 948.818     | 38,59 %     | 864.557   | 35,17 %   | 17.597    | 72,78 %           |
| Keelung            | 312.207             | 58.195  | 26,60 % | 76.079      | 34,77 %     | 84.507    | 38,63 %   | 1.578     | 70,57 %           |
| Landkreis Yilan    | 379.026             | 70.171  | 26,27 % | 119.517     | 44,74 %     | 77.441    | 28,99 %   | 1.925     | 70,99 %           |
| Taoyuan            | 1.882.592           | 413.528 | 30,61 % | 476.441     | 35,27 %     | 460.823   | 34,12 %   | 8.897     | 72,22 %           |
| Landkreis Hsinchu  | 466.558             | 120.985 | 35,55 % | 93.309      | 27,42 %     | 126.016   | 37,03 %   | 2.438     | 73,45 %           |
| Stadt Hsinchu      | 359.465             | 91.384  | 34,30 % | 92.679      | 34,79 %     | 82.326    | 30,90 %   | 1.738     | 74,59 %           |
| Landkreis Miaoli   | 447.767             | 95.637  | 30,01 % | 91.798      | 28,81 %     | 131.230   | 41,18 %   | 2.325     | 71,69 %           |
| Stadt Taichung     | 2.328.896           | 513.025 | 30,05 % | 641.622     | 37,58 %     | 552.556   | 32,37 %   | 12.714    | 73,85 %           |
| Landkreis Changhua | 1.032.636           | 214.714 | 28,96 % | 282.514     | 38,11 %     | 244.140   | 32,93 %   | 6.389     | 72,41 %           |
| Landkreis Nantou   | 407.149             | 74.854  | 26,05 % | 103.279     | 35,95 %     | 109.163   | 38,00 %   | 2.218     | 71,11 %           |
| Landkreis Yunlin   | 560.296             | 99.470  | 26,13 % | 169.516     | 44,54 %     | 111.633   | 29,33 %   | 3.418     | 68,54 %           |
| Landkreis Chiayi   | 423.199             | 67.382  | 23,03 % | 139.510     | 47,69 %     | 85.642    | 29,28 %   | 2.464     | 69,71 %           |
| Stadt Chiayi       | 217.549             | 39.950  | 25,34 % | 68.199      | 43,26 %     | 49.507    | 31,40 %   | 939       | 72,90 %           |
| Stadt Tainan       | 1.567.432           | 262.560 | 23,44 % | 570.811     | 50,95 %     | 286.867   | 25,61 %   | 7.977     | 71,98 %           |
| Stadt Kaohsiung    | 2.312.303           | 358.096 | 21,88 % | 800.390     | 48,89 %     | 478.476   | 29,23 %   | 10.504    | 71,25 %           |
| Landkreis Pingtung | 681.631             | 103.028 | 21,65 % | 226.110     | 47,51 %     | 146.789   | 30,84 %   | 3.452     | 70,33 %           |
| Landkreis Taitung  | 178.728             | 25.590  | 23,28 % | 30.131      | 27,41 %     | 54.220    | 49,32 %   | 895       | 62,01 %           |
| Landkreis Hualien  | 267.824             | 43.047  | 24,72 % | 43.157      | 24,78 %     | 87.953    | 50,50 %   | 1.861     | 65,72 %           |
| Penghu             | 92.642              | 12.202  | 24,76 % | 19.023      | 38,60 %     | 18.052    | 36,63 %   | 473       | 53,70 %           |
| Kinmen             | 126.422             | 13.038  | 28,58 % | 4.569       | 10,02 %     | 28.005    | 61,40 %   | 369       | 36,37 %           |
| Matsu-Inseln       | 12.083              | 1.651   | 26,81 % | 648         | 10,52 %     | 3.860     | 62,67 %   | 42        | 51,32 %           |